# René Séjourné
René Séjourné (20 de maio de 1930 – 1 de junho de 2018) foi um bispo Católico Romano.

## Biogafia
Séjourné nasceu na França e foi ordenado ao sacerdócio em 1995. Ele serviu como bispo titular de Labico de 1987 a 1990. Séjourné, em seguida, serviu como bispo da Diocese Católica de Saint-Flour, na França, a partir de 1990 a 2006.
Morreu em 1 de junho de 2018, aos 88 anos.